# La gloria del mattino
La gloria del mattino  (Morning Glory) è un film del 1933, diretto da Lowell Sherman. La protagonista è una giovane attrice interpretata da Katharine Hepburn che, con questo ruolo, vinse il suo primo premio Oscar.
La storia, tratta da una commedia di Zoë Akins, venne portata ancora sullo schermo nel 1958 da Sidney Lumet con Fascino del palcoscenico (Stage Struck). Nel ruolo di Eva Lovelace, una giovane Susan Strasberg.

## Trama
L'attricetta Eva Lovelace vuole avere successo a tutti i costi. Dopo un esordio tutt'altro che positivo (si ubriaca a un ricevimento e inizia a recitare brani di Amleto suscitando l'ilarità generale), capisce che deve darsi da fare per realizzare il suo sogno: inizia così a lavorare in teatro, sbrigando anche le faccende più umili, e intanto impara la parte da protagonista della pièce che sta per andare in scena. Proprio la sera del debutto, le viene chiesto di sostituire la prima attrice.

## Produzione
Le riprese del film, prodotto dalla RKO Radio Pictures, durarono dal 21 aprile al 12 maggio 1933.

## Distribuzione
Il copyright del film, richiesto dalla RKO Radio Pictures, Inc. - la compagnia distributrice - fu registrato il 17 agosto 1933 con il numero LP4090. Il film fu presentato in prima il 16 agosto 1933 per uscire poi nelle sale due giorni più tardi, il 18 agosto con il titolo originale Morning Glory. In Finlandia, fu distribuito il 2 settembre 1934 con il titolo Viattomuuden kukka. In Argentina e in Spagna, il film prese il titolo Gloria de un día, in Austria quello di Das neue Gesicht, mentre in Italia fu ribattezzato La gloria del mattino e in Grecia To ximeroma tis doxis
Nel 2007, la Warner Home Video  e la Turner Entertainment  distribuirono il film in DVD.

## Riconoscimenti
- Premi Oscar 1934 - Miglior attrice protagonista a Katharine Hepburn